# 截尾秘海鯰
截尾秘海鯰為輻鰭魚綱鯰形目海鯰科的其中一種，分布於亞洲湄公河、湄南河至蘇門答臘、爪哇島淡水、半鹹水水域，體長可達42公分，棲息在底層水域，屬肉食性，以小魚及甲殼類為食。